# Oxytropis riparia
Oxytropis riparia är en ärtväxtart som beskrevs av Dmitrij Litvinov. Oxytropis riparia ingår i släktet klovedlar, och familjen ärtväxter. Inga underarter finns listade i Catalogue of Life.